# St. Bonifatius (Wollbach)

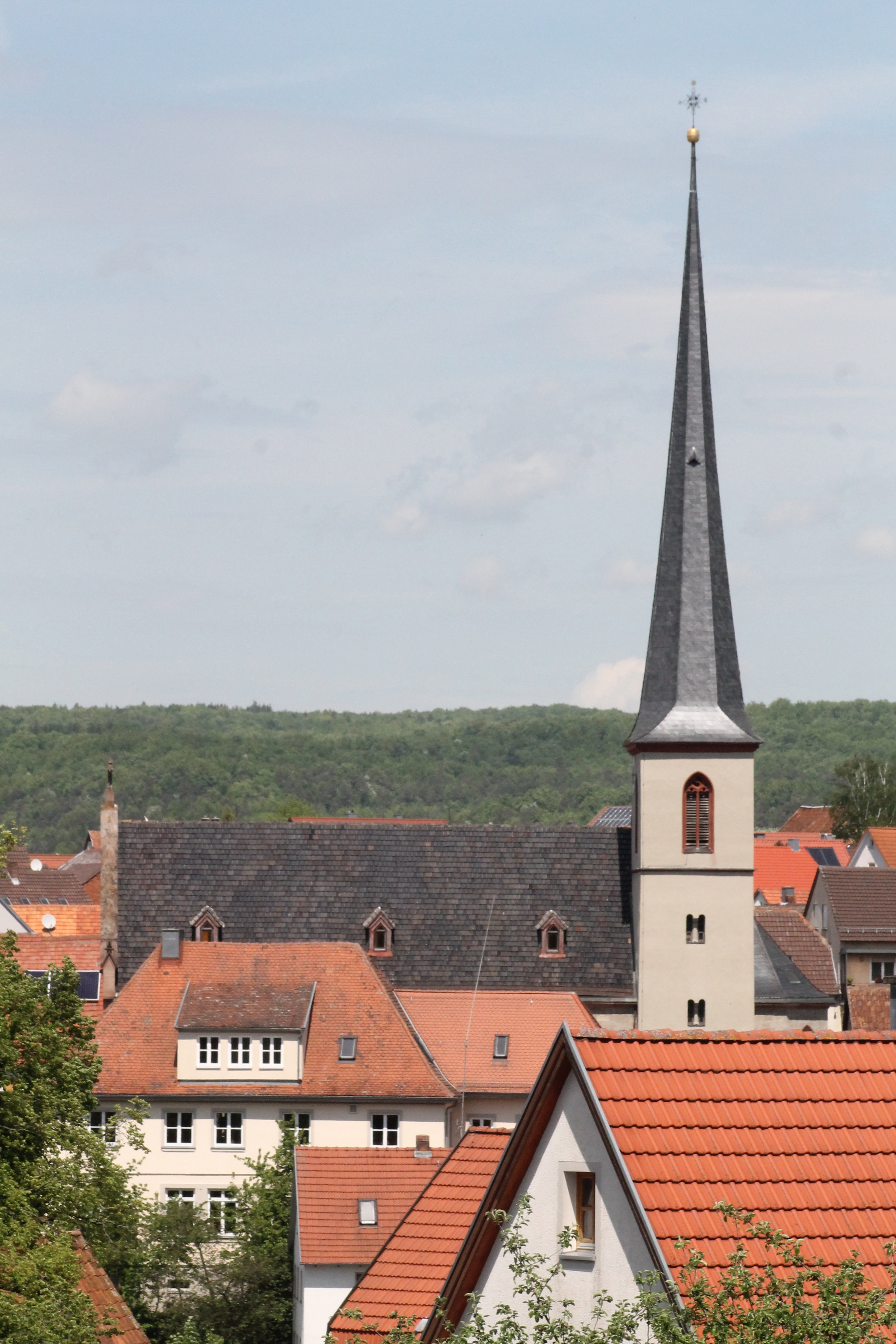
Die St.-Bonifatius-Kirche von Wollbach.

Die römisch-katholische Pfarrkirche St. Bonifatius ist die Dorfkirche von Wollbach, einer Gemeinde im unterfränkischen Landkreis Rhön-Grabfeld, und dem hl. Bonifatius geweiht.
Sie gehört zu den Baudenkmälern von Wollbach und ist unter der Nummer D-6-73-183-10 in der Bayerischen Denkmalliste registriert.

## Geschichte
Die Pfarrei Wollbach ging im Jahr 1421 oder früher aus der Urpfarrei Brend hervor.
Von einer wahrscheinlich im frühen Mittelalter entstandenen Kirche ist lediglich bekannt, dass sie im Jahr 1587 für „zu klein und spärlich ausgerüstet“ befunden wurde. Es dürfte sich um die spätromanische Kirche handeln, zu der noch vorhandene Unterbau des Kirchturms gehörte.
Aus diesem Grund wurde im Jahr 1602 eine neue Kirche errichtet. Im Jahr 1617 wurde der Kirchturm erhöht.
Bis zur Anschaffung einer eigenen Monstranz im Jahr 1611 wurde eine Monstranz aus Würzburg ausgeliehen; die Weihe des Altars fand erst im Jahr 1626 statt.
Als diese Kirche zu klein wurde, stieß im Jahr 1880 der Plan eines Kirchenneubaus auf Bedenken in Bezug auf die Finanzierung. Die Pläne erfuhren im Jahr 1886 erneute Dringlichkeit, als die Behörden die 1602 erbaute Kirche als „feucht und ungesund“ einstuften, so dass sie im Jahr 1888 abgerissen und ein Neubau vorbereitet wurde. Teile der abgerissenen Kirche wurden in der Wollbacher Heilig-Kreuz-Kapelle am Leiterich verbaut.
Am 3. Mai 1890 erfolgte die Grundsteinlegung für den neugotischen Kirchenneubau, dessen Baukosten zunächst auf 62.000 DM angesetzt wurden, die sich wegen einer Verlängerung des Kirchenbaus um einen Meter um 2.800 DM erhöhten. Während der Bauzeit wurden die Gottesdienste im Schulgebäude abgehalten. Am 9. August 1896 wurde die Kirche mit ihren 48 Meter hohen Turm durch den Würzburger Bischof Franz Joseph von Stein konsekriert.
Im Jahr 1917 wurden zwei Kirchenglocken sowie 37 Orgelpfeifen für Kriegszwecke eingeschmolzen. Im Jahr 1921 beschloss man die Anschaffung zweier neuer spendenfinanzierter Glocken.
Im Zuge einer größeren Renovierung 1951 wurden zwei neue Glocken und eine elektrische Läutanlage installiert; im Jahr 1955 folgte eine Heizungsanlage, die 1977 vergrößert wurde.
Im Rahmen einer Generalsanierung im Jahr 1963 wurde der Altar durch einen neuen Hochaltar ersetzt, der am 14. September 1963 geweiht wurde. Im Jahr 1975 wurde die Sakristei neu eingerichtet, vier Jahre später wurden die Altäre neu gestaltet. Mit der 1984 vollendeten Außenrenovierung bekam die Kirche eine neue Turmuhr. Im Jahr 1991 musste der Glockenstuhl wegen Baumängeln durch eine Holzkonstruktion ersetzt werden. In diesem Rahmen wurde eine weitere Glocke installiert und am 14. Juli 1991 eingeweiht. Im Jahr 1995 entstand neben der Mariengrotte die Statue der Hl. Bernadette. Im Jahr 2008 fand eine Komplettrenovierung der Orgel statt.

## Beschreibung und Ausstattung
Das Langhaus besitzt drei Fensterachsen und an der westlichen Wand zwei Fenster. Der östliche Chor mit Fünfachtelschluss hat drei Fenster. Sämtliche Fenster sind spitzbogig mit Maßwerk. Der Kirchturm an der Südseite ist ein schlanker Julius-Echter-Turm. Seine Schallfenster sind gleichfalls spitzbogig mit Maßwerk.
Ein Hochaltar in diesem Sinn ist in der Kirche nicht vorhanden, sondern durch eine Tabernakelsäule nur angedeutet. Die Seitenaltäre sind mit Figuren der Muttergottes (links) und des Kirchenpatrons Bonifatius ausgestattet. Die Orgel ist auf der westlichen Empore aufgestellt. Die Kirche verfügt über vier Glocken.